# Jacupiranga
Jacupiranga este un oraș în São Paulo (SP), Brazilia.